# Crazy World Tour 2017-2020
Crazy World Tour 2017-2020 es la vigésima tercera gira mundial de conciertos de la banda alemana de hard rock y heavy metal Scorpions. Comenzó el 6 de junio de 2017 en el recinto Axone de Montbéliard en Francia y culminó el 4 de marzo de 2020 en el Fort Canning Park de Kallang en Singapur. Gracias a esta extensa gira de más de 100 presentaciones, les permitió tocar por primera vez en Uzbekistán.

## Antecedentes
La gira se inició el 6 de junio de 2017 en Montbéliard, Francia, dando inicio a la primera parte por Europa con presentaciones principalmente en varios festivales de música, que sumó en total once conciertos en siete países. El 14 de septiembre dieron comienzo a su primera visita por Norteamérica con un concierto en Reading (Pensilvania), seguido por una presentación en el Madison Square Garden de Nueva York, siendo la primera vez desde 1984 en tocar en dicho recinto. Luego de dos conciertos por las ciudades canadienses Laval y Toronto, el 23 de septiembre volvieron a tocar por los Estados Unidos, pero debido a una severa laringitis que tuvo Klaus Meine las últimas cinco fechas por el país fueron canceladas. El 28 de octubre en Sochi se dio inicio a la segunda parte por Europa, que contó con siete conciertos por Rusia, dos en Suecia y uno en Ucrania, Noruega, Finlandia, Dinamarca y Polonia. A su vez, en esta sección se consideraron conciertos en República Checa, Eslovenia y Serbia, pero estas fechas fueron canceladas debido a problemas vocales de Klaus Meine. Más tarde, el 8 de diciembre la banda a través de su página web anunció que dichas presentaciones se programaron para junio de 2018.
El 22 de marzo en la ciudad francesa de Nantes iniciaron los espectáculos de 2018. En esta primera parte dieron cinco conciertos en Francia, una en los Países Bajos y otra en Bélgica, en las cuales contaron con Vanderberg's Moonking como banda invitada. Posteriormente, el 7 de abril tocaron en Taskent, Uzbekistán, siendo el primer concierto de la banda en ese país. Luego de cuatro presentaciones por México, el 6 de junio dieron inicio a la cuarta parte por Europa con presentaciones en nueve países; entre ellos su única presentación en el Reino Unido y un evento orquestal en Atenas, Grecia. Posteriormente, el 19 de junio dieron un concierto en Israel, para después presentarse por quinta vez en Europa con siete shows en cinco países. El 31 de agosto iniciaron su segunda visita a los Estados Unidos, principalmente a las ciudades cuyas presentaciones fueron canceladas en 2017; en esta parte de la gira fueron acompañados por Queensrÿche. Luego de un show en Líbano en octubre, Scorpions dio inicio a la parte por Oceanía (cinco conciertos en Australia y uno en Nueva Zelanda) como artistas invitados de los británicos Def Leppard en la primera mitad de noviembre. No obstante, debido a problemas vocales de Klaus Meine las presentaciones en Sídney y Melbourne tuvieron que ser canceladas. Las últimas presentaciones de 2018 se ofrecieron en las ciudades chinas de Pekín y Shanghái.
El 26 de enero en Durant (Oklahoma) se dio inicio a los conciertos de 2019, para posteriormente presentarse en Chipre el 9 de febrero. Desde el 14 de junio hasta el 18 de agosto realizaron la sexta parte por Europa, con presentaciones en algunos festivales de música como en la versión española del Download Festival y el Bloodstock Open Air en el Reino Unido. Un mes más tarde comenzó la segunda sección por Latinoamérica con siete fechas en Brasil —entre ellas el Rock in Rio— una en Chile y otra en Colombia. Si bien se contempló un recital en Ecuador para el 12 de octubre, esta finalmente se canceló por las autoridades locales debido a la situación política que estaba viviendo el país. Desde el 31 de octubre hasta el 20 de noviembre se presentaron en Rusia, Ucrania, Bielorrusia, Hungría y Eslovaquia.
El 19 de febrero de 2020 comenzó la última sección de la gira, que contó a Whitesnake como banda invitada. Originalmente contaba con tres presentaciones en Australia y una en Nueva Zelanda, sin embargo, las dos últimas fechas (24 de febrero en Brisbane y 27 de febrero en Auckland) fueron canceladas ya que Klaus Meine tuvo que ser operado de emergencia para eliminar cálculos renales. Posteriormente se presentaron en Indonesia (1 de marzo) y en Singapur (4 de marzo), siendo esta última fecha de la gira puesto que el concierto en Manila, Filipinas (7 de marzo) fue cancelado a último momento por «circunstancias imprevistas, el mandato de las autoridades sanitarias y los desafíos logísticos».

## Lista de canciones
La gira contó con un solo listado de canciones, muy parecido al interpretado en la gira anterior. Durante la primera parte por Europa se incluyeron las canciones «Bad Boys Running Wild», «Can't Get Enough» y «Coming Home», las que posteriormente fueron eliminadas cuando se realizó la sección por Norteamérica. A continuación el listado de canciones interpretado en la ciudad francesa de Montbéliard el 6 de junio de 2017.
1. «Going Out With a Bang»
2. «Make It Real»
3. «Bad Boys Running Wild»
4. «The Zoo»
5. «Coast to Coast»
6. «Top of the Bill/Steamrock Fever/Speedy's Coming/Catch Your Train»
7. «We Built This House»
8. «Delicate Dance»
9. «Always Somewhere/Eye of the Storm/Send Me an Angel»
10. «Wind of Change»
11. «Rock 'n' Roll Band»
12. «Can't Get Enough»
13. «Overkill» (cover de Motörhead)
14. «Drum Solo»
15. «Blackout»
16. «Big City Nights»
17. «Coming Home»
18. «Still Loving You»
19. «Rock You Like a Hurricane»

## Fechas

### Fechas de 2017
| Fecha            | País           | Ciudad                   | Recinto/Festival                | Notas                            |
| Europa           | Europa         | Europa                   | Europa                          | Europa                           |
| ---------------- | -------------- | ------------------------ | ------------------------------- | -------------------------------- |
| 6 de junio       | Francia        | Montbéliard              | Axone                           |                                  |
| 9 de junio       | Suecia         | Norje                    | Sweden Rock Festival            |                                  |
| 11 de junio      | Alemania       | Rüsselsheim am Main      | Hessentag Fest                  |                                  |
| 18 de junio      | Bélgica        | Dessel                   | Graspop Metal Meeting           |                                  |
| 24 de junio      | Polonia        | Oświęcim                 | Life Festival                   |                                  |
| 12 de julio      | España         | Torrelavega              | Campos del Malecón              |                                  |
| 14 de julio      | España         | Mérida                   | Albergue Juvenil El Prado       |                                  |
| 15 de julio      | Portugal       | Vila Nova de Gaia        | Festival Marés Vivas            |                                  |
| 17 de julio      | Francia        | Nimes                    | Festival de Nimes               |                                  |
| 19 de julio      | Francia        | Saint-Julien-en-Genevois | Guitare en scéne Festival       |                                  |
| 23 de julio      | Alemania       | Ulm                      | Münsterplatz                    | teloneados por Extreme           |
| Norteamérica     |                |                          |                                 |                                  |
| 14 de septiembre | Estados Unidos | Reading                  | Santander Arena                 | teloneados por Megadeth          |
| 16 de septiembre | Estados Unidos | Nueva York               | Madison Square Garden           | teloneados por Megadeth          |
| 19 de septiembre | Canadá         | Laval                    | Place Bell                      | teloneados por Megadeth          |
| 22 de septiembre | Canadá         | Toronto                  | Budweiser Stage                 | teloneados por Megadeth          |
| 23 de septiembre | Estados Unidos | Chicago                  | Allstate Arena                  | teloneados por Megadeth          |
| 25 de septiembre | Estados Unidos | Denver                   | 1st Bank Center                 | teloneados por Megadeth          |
| 26 de septiembre | Estados Unidos | Salt Lake City           | USANA Amphitheatre              | teloneados por Megadeth          |
| 29 de septiembre | Estados Unidos | Spokane                  | Spokane Arena                   | teloneados por Megadeth          |
| 30 de septiembre | Estados Unidos | Seattle                  | Tacoma Dome                     | teloneados por Megadeth          |
| 3 de octubre     | Estados Unidos | Reno                     | Grand Sierra Resort             | teloneados por Megadeth          |
| 4 de octubre     | Estados Unidos | Oakland                  | Oracle Arena                    | teloneados por Megadeth          |
| 7 de octubre     | Estados Unidos | Los Ángeles              | The Forum                       | teloneados por Megadeth          |
| Europa II        |                |                          |                                 |                                  |
| 28 de octubre    | Rusia          | Sochi                    | Arena Shaiba                    | teloneados por Contracorriente   |
| 30 de octubre    | Rusia          | Krasnodar                | Basket Hall                     | teloneados por Contracorriente   |
| 1 de noviembre   | Rusia          | Moscú                    | Estadio Olimpiski               | teloneados por Contracorriente   |
| 3 de noviembre   | Rusia          | San Petersburgo          | Palacio de Hielo                | teloneados por Contracorriente   |
| 5 de noviembre   | Rusia          | Nizhni Nóvgorod          | Sports Palace                   | teloneados por Contracorriente   |
| 7 de noviembre   | Rusia          | Ufá                      | Ufa Arena                       | teloneados por Contracorriente   |
| 9 de noviembre   | Rusia          | Ekaterimburgo            | KRK Uralets                     | teloneados por Contracorriente   |
| 11 de noviembre  | Ucrania        | Kiev                     | Palacio de los deportes de Kiev | teloneados por Contracorriente   |
| 22 de noviembre  | Noruega        | Oslo                     | Oslo Spektrum                   | teloneados por TNT               |
| 24 de noviembre  | Suecia         | Gotemburgo               | Scandinavium                    | teloneados por República         |
| 25 de noviembre  | Suecia         | Estocolmo                | Ericsson Globe                  | teloneados por República         |
| 27 de noviembre  | Finlandia      | Helsinki                 | Hartwall Areena                 | teloneados por Brother Firetribe |
| 29 de noviembre  | Dinamarca      | Copenhague               | Royal Arena                     | teloneados por Pretty Maids      |
| 1 de diciembre   | Polonia        | Gdansk                   | Ergo Arena                      |                                  |

### Fechas de 2018
| Fecha              | País            | Ciudad           | Recinto/Festival                  | Notas                                |
| Europa III         | Europa III      | Europa III       | Europa III                        | Europa III                           |
| ------------------ | --------------- | ---------------- | --------------------------------- | ------------------------------------ |
| 22 de marzo        | Francia         | Nantes           | Zénith de Nantes Metrópole        | teloneados por Vandenberg's Moonking |
| 24 de marzo        | Francia         | Clermont-Ferrand | Zénith d'Auvergne                 | teloneados por Vandenberg's Moonking |
| 26 de marzo        | Francia         | Limoges          | Zénith de Limoges Métropole       | teloneados por Vandenberg's Moonking |
| 28 de marzo        | Francia         | Tolón            | Zénith Oméga de Toulon            | teloneados por Vandenberg's Moonking |
| 30 de marzo        | Francia         | Ruan             | Zénith de Metrópole               | teloneados por Vandenberg's Moonking |
| 2 de abril         | Países Bajos    | Ámsterdam        | Ziggo Dome                        | teloneados por Vandenberg's Moonking |
| 4 de abril         | Bélgica         | Bruselas         | Forest National                   | teloneados por Vandenberg's Moonking |
| Asia               |                 |                  |                                   |                                      |
| 7 de abril         | Uzbekistán      | Taskent          | Istiklol Concert Hall             |                                      |
| Latinoamérica      |                 |                  |                                   |                                      |
| 29 de abril        | México          | Tijuana          | Fronterizo Fest                   |                                      |
| 2 de mayo          | México          | Monterrey        | Auditorio City Banamex            |                                      |
| 4 de mayo          | México          | Ciudad de México | Hell and Heaven Fest              |                                      |
| 6 de mayo          | México          | Guadalajara      | Auditorio Telmex                  |                                      |
| Europa IV          |                 |                  |                                   |                                      |
| 6 de junio         | República Checa | Ostrava          | Ostravar Aréna                    |                                      |
| 8 de junio         | Eslovenia       | Liubliana        | Arena Stožice                     | teloneados por Stray Train           |
| 10 de junio        | Serbia          | Belgrado         | Kombank Arena                     | teloneados por Divlje jagode         |
| 12 de junio        | Rumania         | Bucarest         | Romexpo                           | teloneados por Compact               |
| 16 de junio        | Reino Unido     | Londres          | The O2 Arena                      | teloneados por Megadeth              |
| 24 de junio        | Francia         | Amnéville        | Galaxie                           | teloneados por Slydigs               |
| 26 de junio        | Francia         | París            | AccorHotels Arena                 |                                      |
| 28 de junio        | Francia         | Pérouges         | Printemps de Pérouges Fest        |                                      |
| 30 de junio        | Francia         | Rennes           | Le Liberté                        |                                      |
| 4 de julio         | España          | Las Palmas       | Gran Canaria Arena                | teloneados por Hackers               |
| 7 de julio         | España          | Barcelona        | Rock Fest BCN                     |                                      |
| 11 de julio        | Portugal        | Oeiras           | Estádio Municipal de Oeiras       | teloneados por The Dead Daisies      |
| 13 de julio        | España          | Vivero           | Resurrection Fest                 |                                      |
| 16 de julio        | Grecia          | Atenas           | Estadio Panathinaikó              | concierto orquestal                  |
| Oriente Próximo    |                 |                  |                                   |                                      |
| 19 de julio        | Israel          | Tel Aviv         | Menora Mivtachim Arena            |                                      |
| Europa V           |                 |                  |                                   |                                      |
| 21 de julio        | Suiza           | Locarno          | Piazza Grande                     |                                      |
| 23 de julio        | Italia          | Verona           | Arena de Verona                   |                                      |
| 25 de julio        | Alemania        | Salem            | Schule Schloss Salem              |                                      |
| 27 de julio        | Alemania        | Luisburgo        | Palacio de Ludwigsburg            | teloneados por Siggi Schwarz         |
| 29 de julio        | Polonia         | Łódź             | Atlas Arena                       |                                      |
| 1 de agosto        | Francia         | Colmar           | Foire aux Vins                    |                                      |
| 3 de agosto        | Alemania        | Bad Kissingen    | Luitpoldpark                      |                                      |
| Norteamérica II    |                 |                  |                                   |                                      |
| 31 de agosto       | Estados Unidos  | Stateline        | Lake Tahoe Outdoor Arena          | teloneados por Queensrÿche           |
| 2 de septiembre    | Estados Unidos  | Irvine           | FivePoint Amphitheatre            | teloneados por Queensrÿche           |
| 5 de septiembre    | Estados Unidos  | Phoenix          | Comerica Theatre                  | teloneados por Queensrÿche           |
| 7 de septiembre    | Estados Unidos  | San Antonio      | Freeman Coliseum                  | teloneados por Queensrÿche           |
| 9 de septiembre    | Estados Unidos  | Dallas           | Toyota Music Factory              | teloneados por Queensrÿche           |
| 12 de septiembre   | Estados Unidos  | Hollywood        | Seminole Hard Rock Hotel & Casino | teloneados por Queensrÿche           |
| 14 de septiembre   | Estados Unidos  | Tampa            | Amalie Arena                      | teloneados por Queensrÿche           |
| Oriente Próximo II |                 |                  |                                   |                                      |
| 27 de octubre      | Líbano          | Beirut           | Seaside Arena                     |                                      |
| Oceanía            |                 |                  |                                   |                                      |
| 2 de noviembre     | Australia       | Perth            | Perth Arena                       | artistas invitados de Def Leppard    |
| 4 de noviembre     | Australia       | Adelaida         | Adelaide Entertainment Centre     | artistas invitados de Def Leppard    |
| 6 de noviembre     | Australia       | Brisbane         | Brisbane Entertainment Centre     | artistas invitados de Def Leppard    |
| 12 de noviembre    | Nueva Zelanda   | Auckland         | Spark Arena                       | artistas invitados de Def Leppard    |
| Asia II            |                 |                  |                                   |                                      |
| 17 de noviembre    | China           | Pekín            | Gimnasio del Centro Olímpico      |                                      |
| 21 de noviembre    | China           | Shanghái         | Mercedes-Benz Arena               |                                      |

### Fechas de 2019
| Fecha            | País             | Ciudad             | Recinto/Festival                        | Notas                                  |
| Norteamérica III | Norteamérica III | Norteamérica III   | Norteamérica III                        | Norteamérica III                       |
| ---------------- | ---------------- | ------------------ | --------------------------------------- | -------------------------------------- |
| 26 de enero      | Estados Unidos   | Durant             | Choctaw Casino                          |                                        |
| Europa VI        |                  |                    |                                         |                                        |
| 9 de febrero     | Chipre           | Limasol            | Spyros Kyprianou Athletic Center        | teloneados por Milmars                 |
| 14 de junio      | España           | Fuengirola         | Rock the Coast Festival                 |                                        |
| 20 de junio      | Alemania         | Ratisbona          | Donau Arena                             | teloneados por The New Roses           |
| 22 de junio      | Dinamarca        | Copenhague         | Copenhell Fest                          |                                        |
| 26 de junio      | Portugal         | Lisboa             | Altice Arena                            |                                        |
| 28 de junio      | España           | Madrid             | Download Festival España                |                                        |
| 5 de julio       | Francia          | Tours              | American Tours Festival                 |                                        |
| 7 de julio       | Francia          | Albi               | Festival Pause Guitare                  |                                        |
| 14 de julio      | Francia          | Aix-les-Bains      | Festival Musiclac                       |                                        |
| 16 de julio      | Francia          | Saint-Malô-du-Bois | Festival de Poupet                      |                                        |
| 19 de julio      | Alemania         | Rosenheim          | Rosenheim Sommerfestival                | teloneados por Beyond the Black        |
| 21 de julio      | Polonia          | Gliwice            | Arena Gliwice                           | teloneados por Lion Shepherd           |
| 23 de julio      | Polonia          | Gdansk             | Ergo Arena                              |                                        |
| 27 de julio      | Italia           | Lucca              | Lucca Summer Festival                   |                                        |
| 2 de agosto      | Austria          | Burg Clam          | Clam Rock Festival                      | teloneados por Europe y Sergeant Steel |
| 4 de agosto      | Bélgica          | Lokeren            | Lokerse Feesten                         |                                        |
| 6 de agosto      | Suiza            | Schaffhausen       | Stars In Town                           |                                        |
| 11 de agosto     | Reino Unido      | Norwich            | Bloodstock Open Air                     |                                        |
| 14 de agosto     | Suiza            | Avenches           | Rock Oz'Arènes                          |                                        |
| 15 de agosto     | Alemania         | Fulda              | Domplatz Fulda                          | teloneados por The New Roses           |
| 18 de agosto     | Alemania         | Bonn               | Kunstrasen Bonn                         | teloneados por The New Roses           |
| Latinoamérica II |                  |                    |                                         |                                        |
| 18 de septiembre | Brasil           | Curitiba           | Rock Ao Vivo Festival                   |                                        |
| 21 de septiembre | Brasil           | São Paulo          | Rockfest                                |                                        |
| 23 de septiembre | Brasil           | Uberlândia         | Road Fest Uberlândia                    |                                        |
| 25 de septiembre | Brasil           | Brasilia           | Ginásio Nilson Nelson                   | teloneados por Helloween               |
| 28 de septiembre | Brasil           | Florianópolis      | Arena Petry                             | teloneados por Helloween               |
| 1 de octubre     | Brasil           | Porto Alegre       | Rock Ao Vivo Festival                   |                                        |
| 4 de octubre     | Brasil           | Río de Janeiro     | Rock in Rio                             |                                        |
| 7 de octubre     | Chile            | Santiago           | Movistar Arena                          | teloneados por Whitesnake              |
| 10 de octubre    | Colombia         | Bogotá             | Movistar Arena                          | teloneados por Whitesnake              |
| Europa VII       |                  |                    |                                         |                                        |
| 31 de octubre    | Rusia            | Ekaterimburgo      | Sports Palace Uralets                   |                                        |
| 3 de noviembre   | Rusia            | Krasnodar          | Basket Hall                             |                                        |
| 5 de noviembre   | Rusia            | Moscú              | VTB Arena                               |                                        |
| 7 de noviembre   | Rusia            | San Petersburgo    | SKK Ice Palace New Arena                |                                        |
| 10 de noviembre  | Rusia            | Vorónezh           | Sports Palace Ubileyniy                 |                                        |
| 12 de noviembre  | Ucrania          | Kiev               | Palacio de los deportes de Kiev         |                                        |
| 15 de noviembre  | Bielorrusia      | Minsk              | Minsk Arena                             |                                        |
| 18 de noviembre  | Hungría          | Budapest           | Arena Deportiva de Budapest László Papp |                                        |
| 20 de noviembre  | Eslovaquia       | Bratislava         | Estadio de Hielo Ondrej Nepela          |                                        |

### Fechas de 2020
| Fecha         | País       | Ciudad     | Recinto/Festival  | Notas                     |
| Oceanía II    | Oceanía II | Oceanía II | Oceanía II        | Oceanía II                |
| ------------- | ---------- | ---------- | ----------------- | ------------------------- |
| 19 de febrero | Australia  | Melbourne  | Rod Laver Arena   | teloneados por Whitesnake |
| 22 de febrero | Australia  | Sídney     | Qudos Bank Arena  | teloneados por Whitesnake |
| Asia III      |            |            |                   |                           |
| 1 de marzo    | Indonesia  | Yogyakarta | Kridosono Stadium | teloneados por Whitesnake |
| 4 de marzo    | Singapur   | Kallang    | Fort Canning Park | teloneados por Whitesnake |

## Fechas canceladas
| Fecha                   | País           | Ciudad          | Motivo                                                                    |
| ----------------------- | -------------- | --------------- | ------------------------------------------------------------------------- |
| 8 de octubre de 2017    | Estados Unidos | Phoenix         | Cancelado por problemas de salud de Klaus Meine                           |
| 11 de octubre de 2017   | Estados Unidos | San Antonio     | Cancelado por problemas de salud de Klaus Meine                           |
| 12 de octubre de 2017   | Estados Unidos | Dallas          | Cancelado por problemas de salud de Klaus Meine                           |
| 14 de octubre de 2017   | Estados Unidos | Fort Lauderdale | Cancelado por problemas de salud de Klaus Meine                           |
| 15 de octubre de 2017   | Estados Unidos | Tampa           | Cancelado por problemas de salud de Klaus Meine                           |
| 8 de noviembre de 2018  | Australia      | Melbourne       | Cancelado por problemas de salud de Klaus Meine                           |
| 10 de noviembre de 2018 | Australia      | Sídney          | Cancelado por problemas de salud de Klaus Meine                           |
| 12 de octubre de 2019   | Ecuador        | Quito           | Cancelado por las autoridades locales ante la situación política del país |
| 24 de febrero de 2020   | Australia      | Brisbane        | Cancelado por una cirugía de emergencia de Klaus Meine                    |
| 27 de febrero de 2020   | Nueva Zelanda  | Auckland        | Cancelado por una cirugía de emergencia de Klaus Meine                    |
| 7 de marzo de 2020      | Filipinas      | Manila          | Cancelado por circunstancias imprevistas                                  |

## Músicos
- Klaus Meine: voz
- Matthias Jabs: guitarra líder, talk box y coros
- Rudolf Schenker: guitarra rítmica y coros
- Paweł Mąciwoda: bajo y coros
- Mikkey Dee: batería